# Teresa Arenillas
Teresa Arenillas Parra (Madrid) es una arquitecta y urbanista española especializada en restauración de monumentos y urbanismo.

## Trayectoria
Arenillas es arquitecta y urbanista por la Escuela Técnica Superior de Arquitectura de Madrid (ETSAM). Desarrolla su trabajo profesional desde su estudio de arquitectura de Madrid, y ha realizado proyectos y dirección de equipamientos y edificios de viviendas, así como rehabilitaciones y reformas, algunos de ellos en colaboración con otros profesionales como Luis Miquel Suárez Inclán. Realizó la restauración del molino de Casillas o la del cine Collado, entre otras. En el área de urbanismo ha desarrollado planeamiento territorial y general en Gijón, Mojácar, Segovia, Ávila, Gredos, etc. así como proyectos de rehabilitación integrada, rehabilitación de barrios y regeneración urbana, como los que realizó en Alcorcón, Zaragoza o San Lorenzo de El Escorial.
Arenillas también ha ejercido cargos directivos en diferentes administraciones e instituciones. De 1985 a 1995 fue directora de la Oficina Comarcal de Rehabilitación de Edificios de San Lorenzo de El Escorial, entre 1998-1999 trabajó en el ayuntamiento de San Sebastián de los Reyes como asesora de urbanismo; del 2007 al año 2010 fue nombrada por la ministra de Vivienda miembro del consejo para la Sostenibilidad, innovación y calidad de la edificación, y desde 2010 es presidenta del Club de Debates Urbanos.
Participa como docente en cursos, como el realizado en el Colegio Oficial de Arquitectos de Madrid en los años 2005 a 2007 de título "Diseño urbano: Perspectiva de sostenibilidad"; conferencias como la organizada por CONAMA y GBCe (Green Building Council España) para analizar la forma de vivir en espacios privados y públicos después de la pandemia de COVID-19 en la propuesta "reHabitar, nuestro futuro sitio"; y publica escritos, libros y artículos sobre restauración arquitectónica y urbanismo.